# Химия окружающей среды

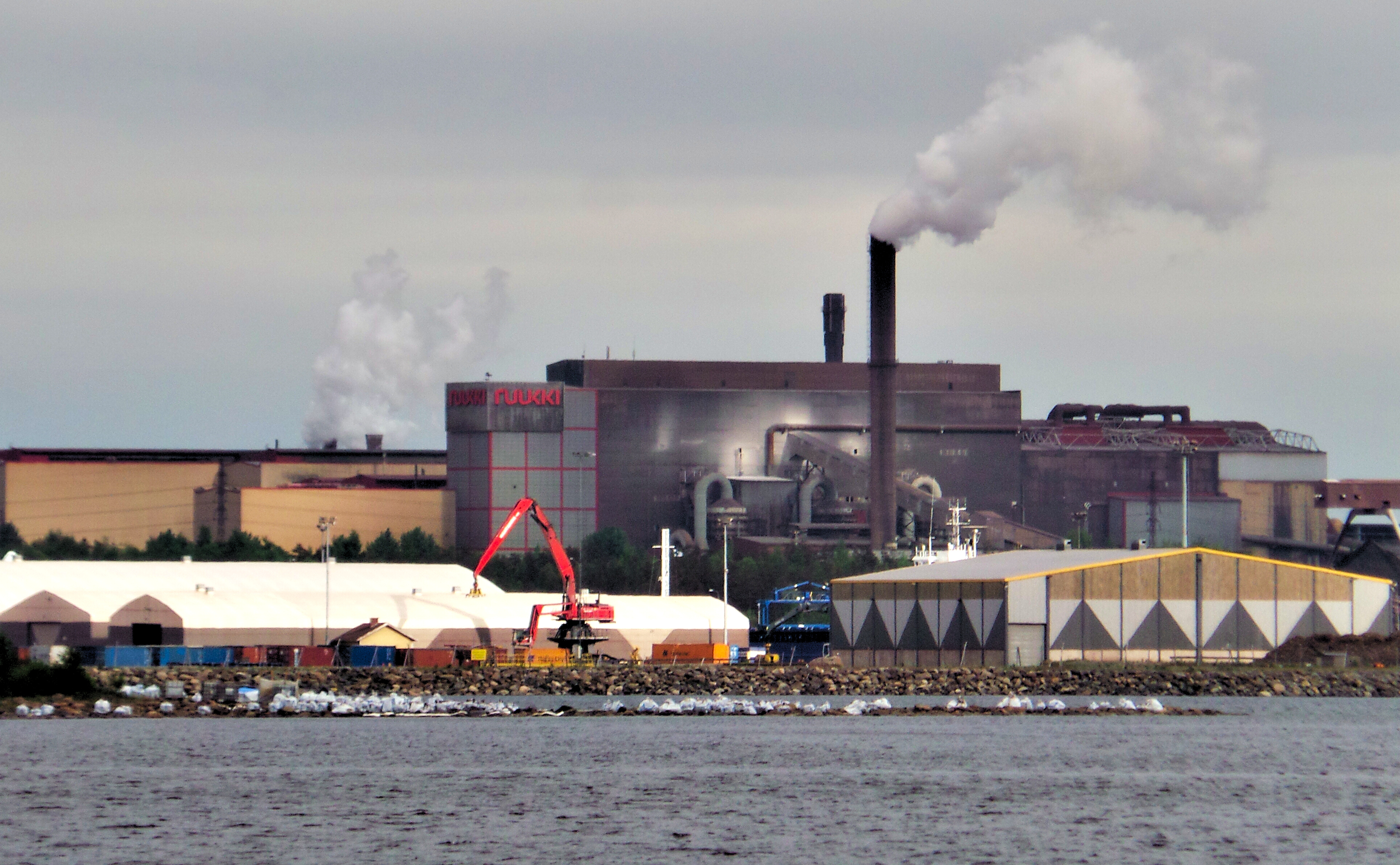
Складирование загрязнённого нефтяными выбросами камня в мешках у побережья Финляндии

Химия окружающей среды или экологическая химия — раздел химии, изучающий химические и биохимические превращения, происходящие в окружающей природной среде, или экосфере. Её можно определить как изучение источников, реакций, транспорта, эффектов и путей химических соединений в воздухе, почве и водной среде; влияние на них деятельности человека и биосферы. Химия окружающей среды — междисциплинарная наука, включающая химию атмосферы , воды и почвы, в значительной степени полагающаяся на аналитическую химию и связанная с окружающей средой и другими областями науки.
Химия окружающей среды включает в себя прежде всего понимание того, как работает незагрязненная среда, какие химические вещества в каких концентрациях присутствуют в природе и с какими эффектами. Без этого было бы невозможно точно изучить влияние человека на окружающую среду в результате выброса химических веществ. Наука использует более узкие разделы химии, такие, как геохимия, химия почв, гидрохимия, химия атмосферы, химия природных соединений органического происхождения и др. Химия окружающей среды изучает химические процессы во всех оболочках Земли, в том числе в биосфере, изучает миграции и превращения всех химических соединений, в том числе природных и антропогенных загрязнителей.
Химия окружающей среды изучает химические процессы в комплексе — источники поступления и миграцию химических веществ в земных оболочках, их трансформацию, стоки из земных оболочек («глобальные циклы»), взаимодействие соединений и элементов между собой; служит основой для разработки и совершенствования методов защиты окружающей среды от загрязнений и т. п. Этот раздел химии тесно связан со многими другими науками, в том числе с экологией, геологией и др.
Для химии окружающей среды характерно применение основных методов современной химии (химические, физикохимические методы анализа), но частая необходимость определять загрязняющие вещества в микроконцентрациях заставляет учёных, работающих в этой области широко использовать новейшие комбинированные методы — высокоэффективное разделение (например, жидкостная хроматография) и точное качественное и количественное определение (например, масс-спектрометрия). Одна из задач науки — разработка новых химических технологий, значительно снижающих отрицательное воздействие на окружающую среду, технологий утилизации и обезвреживания отходов, очистки воздуха и сточных вод, ремедиации (восстановления изначальных показателей) почв.

## Основные определения
Загрязнитель - это вещество, оказывающее токсическое или вредное воздействие, присутствующее в природе на уровне выше равновесного уровня или которое не могло бы существовать в противном случае.  Это может быть связано с деятельностью человека и биологической активностью. Термин со схожим смыслом, выбросы определяются как вещества, присутствующие в окружающей среде в результате деятельности человека, но не имеющие вредного воздействия, хотя бывает так, что токсическое или вредное воздействие выбросов становится очевидным позднее.
«Среда», такая как почва или организм, такой как рыба, пораженная загрязнителем или загрязняющим веществом, называется рецептором, в то время как поглотитель - это химическая среда или виды, которые удерживают и взаимодействуют с загрязнителем, таким как поглотитель углерода и его воздействие на микробы.

## Индикаторы окружающей среды
Химические показатели качества воды включают растворенный кислород (DO, dissolved oxygen), химическую потребность в кислороде (COD, chemical oxygen demand), биохимическую потребность в кислороде (BOD, biochemical oxygen demand) , общее количество растворенных твердых веществ (TDS, total dissolved solids), кислотность (рН), питательные вещества (нитраты и фосфор), тяжелые металлы (свинец, ртуть), химические вещества почвы (включая медь, цинк, кадмий), а также пестициды

## Методы
Количественный химический анализ является ключевой частью химии окружающей среды, поскольку он предоставляет данные, которые составляют основу большинства экологических исследований.
Общие аналитические методы, используемые для количественных определений в химии окружающей среды, включают классическую влажную химию, такую как гравиметрические, титриметрические и электрохимические методы. Более сложные подходы используются при определении следов металлов и органических соединений. Наличие металлов определяется с помощью атомной спектроскопии и масс-спектрометрии: атомно-абсорбционная спектрофотометрия (ААС) и атомно-эмиссионная эмиссия с индуктивно связанной плазмой (ИСП-АЭС) или масс-спектрометрия с индуктивно связанной плазмой (ИСП-МС). Органические соединения, включая ПАУ (полициклические ароматические углеводороды), обычно также измеряют с помощью масс-спектрометрических методов, таких как газовая хроматография-масс-спектрометрия (ГХ/МС) и жидкостная хроматография-масс-спектрометрия (ЖХ/МС). Тандемная масс-спектрометрия МС/МС и масс-спектрометрия высокого разрешения/точная масс-спектрометрия HR/AM обеспечивают обнаружение доли на триллион. Методы без МС с использованием ГХ и ЖХ с универсальными или специфическими детекторами по-прежнему являются основными в арсенале доступных аналитических инструментов.
Другими параметрами, часто измеряемыми в химии окружающей среды, являются радиохимические вещества. Это загрязнители, выделяющие радиоактивные материалы, такие как альфа- и бета-частицы, представляющие опасность для здоровья человека и окружающей среды. Для этих измерений чаще всего используются счетчики частиц и сцинтилляционные счетчики. Биоанализы и иммунологические анализы используются для оценки токсичности химического воздействия на различные организмы. Полимеразная цепная реакция ПЦР способна идентифицировать виды бактерий и других организмов путем выделения и амплификации специфических генов ДНК и РНК и показывает многообещающие результаты в качестве ценного метода выявления микробного загрязнения окружающей среды.

## Опубликованные аналитические методы
Рецензируемые методы испытаний были опубликованы государственными учреждениями  и частными исследовательскими организациями.  При тестировании необходимо использовать утвержденные опубликованные методы для демонстрации соответствия нормативным требованиям.

## Приложения
Химия окружающей среды используется Агентством по охране окружающей среды Англии, Управлением природных ресурсов Уэльса, Агентством по охране окружающей среды США , Ассоциацией общественных аналитиков и другими экологическими агентствами и исследовательскими организациями по всему миру для обнаружения и идентификации природы и источника загрязняющих веществ. Сюда могут входить:
- Загрязнение земель тяжелыми металлами промышленными предприятиями. Затем они могут переноситься в водоемы и поглощаться живыми организмами.
- ПАУ (полициклические ароматические углеводороды) в больших водоемах, загрязненных разливами или утечками нефти. Многие ПАУ являются канцерогенами и чрезвычайно токсичны. Они регулируются по концентрации ( частей на миллиард ) с помощью лабораторных испытаний химии окружающей среды и хроматографии .
- Вымывание питательных веществ из сельскохозяйственных угодий в водотоки, что может привести к цветению водорослей и эвтрофикации.
- Городской сток загрязняющих веществ, смывающих непроницаемые поверхности ( дороги , парковки и крыши ) во время ливневых дождей. Типичные загрязнители включают бензин , моторное масло и другие углеводородные соединения, металлы, питательные вещества и отложения (почва).
- Металлоорганические соединения.
- Исследование распространения, метаболизма и распределения в экологических объектах загрязняющих веществ как нативной, так и антропогенной природы.
- Исследование роли всей совокупности живых организмов (биоты Земли) в формировании циклов элементов, её влияние на уровень солнечной радиации, достигающей земной поверхности, на климат и окислительную ёмкость атмосферы.
- Проблемы глобальных и региональных изменений, происходящих в результате антропогенного нарушения естественных химических равновесий, в том числе «кислотных дождей», смог, химия тропосферного и стратосферного озона, аэрозольная составляющая атмосферы,
- Особо опасные загрязняющие компоненты — соединения тяжёлых металлов, радионуклиды, органические экотоксиканты, стойкие органические загрязнители (СОЗ — диоксины, хлорированные дибензофураны и др.).

### Журналы
- «Экологическая химия» — выпускается с 1994 г. ежеквартально на русском и частично английском языках (оригинальные статьи и обзоры по химическим проблемам экологии, данные наблюдений и моделирования пространственно-временного распределения загрязнителей; различных объектов окружающей среды; результаты изучения источников загрязнителей окружающей среды и процессов их удаления; химические процессы в окружающей среде и антропогенно-обусловленные изменения этих процессов; пути восстановления качества окружающей среды; достижения в области экологической аналитической химии; проблемы экологического образования при подготовке химиков в высших учебных заведениях).
- Chemistry Journal of Moldova (general. industrial and ecological chemistry) ISSN 1857-1727, учредитель: Институт химии Академии Наук Молдовы.